# Time Machine (album)
 (février 2023).
Si vous disposez d'ouvrages ou d'articles de référence ou si vous connaissez des sites web de qualité traitant du thème abordé ici, merci de compléter l'article en donnant les références utiles à sa vérifiabilité et en les liant à la section « Notes et références ».
Pour les articles homonymes, voir Time machine.
Albums de Joe Satriani
The Extremist
(1992) Joe Satriani
(1995)
Time Machine est un album de Joe Satriani sorti en 1993.
Le premier disque contient quatorze titres peu connus voire inconnus du guitariste avec une grande variété de styles. Ces titres sont pour la plupart des « chutes de studio », c'est-à-dire des titres préalablement composés pour ses précédents albums, mais écartés finalement car, soit ne s'intégrant pas à l'unité de l'album, soit non finalisés. Le titre Baroque porte très bien son nom, alors que Banana Mango nous emporte vers des contrées plus latines. Woodstock Jam, totalement improvisé, quant à lui nous replonge dans la psychédélique année 1969. Bien évidemment Satch continue à nous entrainer dans son domaine de prédilection, le heavy metal, avec Dweller On The Threshold ou encore Speed Of Light. De nombreuses chutes de studio de The Extremist figurent ici, ainsi que quatre des cinq morceaux du Joe Satriani EP, sorti en 1984. Les trois premiers morceaux sont de nouveaux enregistrements, dont la reprise All Alone de Billie Holiday.
Parmi les quatorze titres du deuxième CD, enregistrés lors de diverses sessions live entre 1988 et 1992, on retrouve les grands succès de Satriani, pour la plupart tirés de Surfing with the Alien.

## Titres

### Disque 1
1. Time Machine - 5:07
2. The Mighty Turtle Head - 5:12
3. All Alone (Left Alone) - 4:22
4. Banana Mango II - 6:05
5. Thinking Of You - 3:57
6. Crazy - 4:06
7. Speed Of Light - 5:14
8. Baroque - 2:15
9. Dweller On The Threshold - 4:15
10. Banana Mango - 2:44
11. Dreaming #11 - 3:37
12. I Am Become Death - 3:56
13. Saying Goodbye - 2:54
14. Woodstock Jam - 16:07

### Disque 2
1. Satch Boogie - 3:58
2. Summer Song - 5:01
3. Flying In A Blue Dream - 5:24
4. Cryin' - 5:54
5. The Crush Of Love - 5:40
6. Tears In The Rain - 1:58
7. Always With Me Always With You - 3:21
8. Big Bad Moon - 4:57
9. Surfing With The Alien - 2:51
10. Rubina - 6:44
11. Circles - 4:14
12. Drum Solo - 2:14
13. Lords Of Karma - 5:43
14. Echo - 7:49

## Musiciens
- Joe Satriani - basse, guitare, claviers, chant
- Tom Coster - orgue
- Stuart Hamm - basse
- Matt Bissonette - basse
- Doug Wimbish - basse
- Jeff Campitelli - percussions, cymbales, batterie
- Gregg Bissonette - batterie
- Jonathan Mover - percussions, batterie
- Simon Phillips - batterie